# يسقط بالقانون
يسقط بالقانون (بالإنجليزية: Down by Law)‏ هو فيلم رفقاء ‏، وفيلم كوميديا، وفيلم سجن ‏، وفيلم مستقل، وأفلام الطريق، وفيلم دراما
أُصدر في عام 1986، و25 ديسمبر 1986، في السويد، و23 أكتوبر عام 1986، في ألمانيا. ومن توزيع يونيفرسال بيكشرز، وقد أخرجه جيم جارموش، وكَتَب السيناريو جيم جارموش.

## القصة
تقع أحداث الفيلم في نيو أورلينز.

## طاقم التمثيل
- توم وايتس
- Vernel Bagneris [الإنجليزية]‏
- Joy N. Houck Jr. [الإنجليزية]‏
- Dave Petitjean [الإنجليزية]‏
- بروت تايلور فينس
- Rockets Redglare [الإنجليزية]‏
- نيكوليتا براشي
- إلين باركين
- جون لوري
- روبيرتو بينيني
- Billie Neal ‏

## الإنتاج

### التصوير
صوّر الفيلم في نيو أورلينز، وكان روبي مولر مديرًا لتصوير الفيلم.

### الموسيقى
موسيقى الفيلم التصويرية من تلحين جون لوري.

## الاستقبال

### الجوائز والترشيحات
الجوائز
- جائزة أماندا لأفضل فيلم أجنبي روائي طويل  [لغات أخرى]‏ (1986).

الترشيحات

## وصلات خارجية
- حسب القانون على موقع IMDb (الإنجليزية)
- حسب القانون على موقع ميتاكريتيك (الإنجليزية)
- حسب القانون على موقع الموسوعة البريطانية (الإنجليزية)
- حسب القانون على موقع روتن توميتوز (الإنجليزية)
- حسب القانون على موقع نتفليكس (الإنجليزية)
- حسب القانون على موقع ألو سيني (الفرنسية)
- حسب القانون على موقع Turner Classic Movies (الإنجليزية)
- حسب القانون على موقع أول موفي (الإنجليزية)
- حسب القانون على موقع بوكس أوفيس موجو (الإنجليزية)
- حسب القانون على موقع فيلمافينيتي (الإسبانية)